# Bruno Giordano (futebolista)
Não confunda com o ator brasileiro de mesmo nome ou com o astrônomo Giordano Bruno.
Bruno Giordano (Roma, 13 de agosto de 1956) é um ex-futebolista e treinador de futebol italiano que atuava como atacante.

## Carreira
Nascido em Roma, Giordano jogou a maior parte de sua carreira na Lazio, onde se profissionalizou em 1975. A partir de 1976, teve a missão de substituir o ídolo Giorgio Chinaglia, e na temporada 1978-79, foi o artilheiro da Série A italiana com 19 gols marcados. Nos 10 anos em que defendeu os biancocelesti, Giordano marcou 86 gols em 203 partidas.
Porém, em 1980, o atacante foi envolvido no escândalo do Totonero, e foi punido com 3 anos, assim como o futuro campeão mundial Paolo Rossi, então no Perugia, que recebeu 2 anos de gancho. A Lazio também foi sancionada com o rebaixamento para a segunda divisão.
Em 1985, Giordano assinou com o Napoli por 5 milhões de liras, formando com Diego Armando Maradona e Careca o trio "MaGiCa" (Maradona, Giordano e Careca), que foi o destaque na conquista da Série A de 1986-87. Giordano saiu do Napoli em 1988 e assinou com o Ascoli, onde marcou 10 gols em 26 jogos. O atacante defendeu ainda o Bologna entre 1989 e 1990 antes de regressar ao Ascoli em 1990, encerrando a carreira 2 anos depois.

## Seleção Italiana
Pela Seleção Italiana de Futebol, Giordano defendeu as equipes sub-21 e olímpica entre 1976 e 1983. Com a equipe principal, rez a primeira de suas 13 partidas em 1978. Era presença certa na Copa de 1982, mas a suspensão pelo envolvimento no escândalo de apostas impediu que Giordano fosse convocado por Enzo Bearzot. Ele não chegou a disputar nenhuma competição oficial com a Squadra Azzurra, uma vez que a Itália não se classificou para a Eurocopa de 1984 (esteve presente em 2 jogos pelas eliminatórias, únicos oficiais em sua carreira internacional) e Giordano, mesmo com a boa fase no Napoli, foi esquecido por Bearzot para a Copa de 1986.

## Carreira de técnico
Após encerrar a carreira, Giordano iniciou sua nova trajetória como técnico em 1993, no Monterotondo. Comandou ainda Fano, Crotone, Frosinone, Ancona,
Nocerina, Lecco, Tivoli, L'Aquila, Reggiana, Catanzaro, Messina, Pisa E Ternana. A última equipe treinada por Giordano foi o Ascoli, entre 2013 e 2014, quando interrompeu a carreira durante 1 ano. Voltou ao futebol em 2015 para comandar o FC Tatabánya (clube da terceira divisão húngara), primeira equipe não-italiana em que trabalhou.

## Links
- Jogadores: Bruno Giordano - Quattrotratti (em português)